# Cepheus Park Randers
Het Cepheus Park Randers is een voetbalstadion in de Deense stad Randers. Het is de thuishaven van voetbalclub Randers FC en werd geopend in 1961. Het stadion werd gerenoveerd in 2006 en 2012 en heeft nu een capaciteit van 10.300, waarvan 9.000 zitplaatsen.
Voorheen stond het stadion bekend als Randersstadion, of onder de sponsornamen Essex Park Randers, AutoC Park Randers en BioNutra Park Randers.

## Tribunes
- Sparekassen Kronjyllandtribune (2.697 zitplaatsen)
- Energi Randerstribune (2.407 zitplaatsen)
- Marcustribune (1.011 zitplaatsen en 2.886 staanplaatsen)
- Noordtribune (2.400 zitplaatsen en 400 staanplaatsen)